# Dead Boys
I Dead Boys sono stati un gruppo musicale punk rock statunitense, formatosi a Cleveland, Ohio nel 1975, dalle ceneri dei Rocket from the Tombs. Sono considerati una delle prime formazioni punk della storia.

## Storia

### Formazione e punk-rock
I Dead Boys nacquero dallo scioglimento dei Rocket from the Tombs. David Thomas e Peter Laughner formeranno i Pere Ubu, mentre Gene "Cheetah Chrome" O'Connor (chitarra) e Johnny "Blitz" Madansky (batteria) si assoceranno al chitarrista William "Jimmy Zero" Wilden, al bassista Jeff "Magnum" Halmagy e all'istrionico cantante Stiv Bators, per formare un gruppo chiamato "Frankenstein". Quando poi i membri del gruppo si trasferirono a New York nel luglio 1976, adottarono il nome di "Dead Boys" ("ragazzi morti") preso da una canzone dei Rocket from the Tombs chiamata Down In Flames.
Arrivati a New York su incoraggiamento di Joey Ramone, il cantante dei Ramones, i Dead Boys guadagnarono velocemente notorietà in virtù delle loro scatenate ed oltraggiose esibizioni dal vivo. Fecero epoca le prestazioni grezze e provocatorie e gli atteggiamenti fuori dal normale e fortemente autolesionisti del cantante Stiv Bators (grande fan di Iggy Pop e del suo "stile selvaggio") e gli assoli al fulmicotone del chitarrista Cheetah Chrome. Ormai padroni di una reputazione di deviati del rock, i Dead Boys portarono all'estremo le direttive della prima ondata del punk statunitense: il rock rozzo, veloce, e frastornante dei Ramones, l'aria da pervertiti dei New York Dolls, la depressione esistenziale dei Television e il look "stracciato" alla Richard Hell. Il gruppo divenne così sinonimo di violenza allo stato puro, secondo quelli che stavano emergendo come i tratti salienti del punk di matrice britannica che arrivava da oltreoceano. Suonarono spesso nel leggendario Rock Club di New York, il CBGB, e nel 1977 uscì il loro primo album, Young, Loud and Snotty, prodotto da Genya Ravan. La canzone che apre il disco, Sonic Reducer, viene spesso indicata ancora oggi come uno dei classici del genere punk rock, considerata "uno dei più grandi inni punk mai scritti".

### Dissoluzione
Dopo la produzione di un secondo album di scarso successo, We Have Come for Your Children (1978), la Sire Records, etichetta dei Dead Boys, obbligò il gruppo a cambiare il proprio look ed il sound per addolcire un po' la loro proposta musicale e renderla più appetibile commercialmente per il pubblico americano che ancora non seguiva il punk come in Inghilterra già avveniva, e fu anche per questo motivo che la band si sciolse nel 1979. Altro fattore concomitante fu il grave episodio che colpì il batterista del gruppo Johnny Blitz, il quale venne gravemente accoltellato nel corso di una rissa da strada restando in fin di vita. Per pagare le spese mediche di Blitz, che non possedeva un'assicurazione sanitaria, venne organizzata una serata di beneficenza al CBGB alla quale parteciparono membri di Blondie, Ramones, Alice Cooper, ed anche l'attore John Belushi che suonò la batteria con i Dead Boys. Le ultime esibizioni dei Dead Boys nel 1979 sono visibili nel film del 1980 intitolato D.O.A.: A Rite of Passage. Qualche mese dopo lo scioglimento del gruppo, la band fu costretta a riunirsi occasionalmente per incidere un album dal vivo e tener fede ai propri obblighi contrattuali. Per vendicarsi sulla Sire Records, Stiv Bators cantò intenzionalmente fuori dal microfono, e le registrazioni non poterono essere utilizzate. Quando il materiale finalmente emerse su etichetta Bomp! Records, Bators ri-registrò le tracce vocali in studio.

### Carriera solista di Stiv Bators
Terminata l'avventura dei Dead Boys, Stiv Bators registrò un album solista, Disconnected, dagli arrangiamenti molto più power pop, cercando di cambiare immagine. L'album, distribuito dalla Line Records, non riscosse particolare successo. Bators, successivamente formò i Lords of the New Church, un gruppo Goth Rock/Post-punk, con Brian James dei The Damned e Dave Tregunna degli Sham 69.

### Reunion
I Dead Boys tornarono insieme per effettuare diversi concerti durante gli anni ottanta. Nel 1989 la band ri-pubblicò il loro epocale album di debutto Young, Loud and Snotty del 1977 in versione "più dura" e con un mixaggio più grezzo reintitolandolo Younger, Louder and Snottier. Il nuovo mix fu ricavato da un nastro a cassetta di un primo mixaggio preliminare delle sessioni originarie, attribuito al giovane Bob Clearmountain, all'epoca assistente di studio.
Nel 1990, Bators morì a Parigi in Francia a causa delle ferite riportate dopo essere stato investito da un'auto. Nel settembre 2004, i membri superstiti del gruppo si riunirono per un concerto a Cleveland. Nel 2005 suonarono nuovamente insieme per un concerto a favore del CBGB's con altri gruppi quali Adrenalin O.D., Peter and the Test Tube Babies, e Flipper.

## Formazione
- Stiv Bators (Steven Bators) - voce
- Cheetah Chrome (Eugene O'Connor) - chitarra
- Jimmy Zero (William Wilden) - chitarra
- Jeff Magnum (Jeff Halmagy) - basso
- Johnny Blitz (John Madansky) - batteria

## Discografia

### Album

#### Album in studio
- 1977 - Young, Loud and Snotty (Sire Records)
- 1978 - We Have Come for Your Children (Sire Records)

##### Nuove versioni di album precedenti
- 1989 - Younger, Louder and Snottier (Bomp!)
- 1999 - 3rd Generation Nation (Bad Boy Production)
- 2017 - Still Snotty: Young, Loud and Snotty at 40

#### Album dal vivo
- 1981 - Night of the Living Dead Boys (Bomp! Records) (Registrato nel 1979)
- 1987 - The Return of the Living Dead Boys (Revenge, Import/France)
- 1988 - Liver Than You'll Ever Be (diverse etichette, Import/Various)
- 1998 - Twistin' on the Devil's Fork (Hell Yeah / Bacchus)
- 1998 - All This and More (Bomp!)

### Singoli
- 1977 - Sonic Reducer/Down in Flames (Sire Records, SRE 1004)
- 1987 - All the Way Down (Poison Lady)/The Nights Are So Long (Relativity Records 8165)
- 1988 - Search and Destroy (Revenge) (Import/France)
- 2000 - War Zone/It's All Right (Cold Front Records, CF-035)
- 2000 - Buried Gems (Cold Front Records)

### EP
- 1978 - Tell Me/Not Anymore/Ain't Nothin' To Do (Sire Records, SRE 1029)